# 168
168（百六十八、ひゃくろくじゅうはち）は、自然数、また整数において、167の次で169の前の数である。

## 性質
- 168は合成数であり、約数は1, 2, 3, 4, 6, 7, 8, 12, 14, 21, 24, 28, 42, 56, 84, 168である。
  - 約数の和は480。
  - 38番目の過剰数である。1つ前は162、次は174。
  - 25番目の高度過剰数である。1つ前は144、次は180。
  - 約数の積の値がそれ以前の数を上回る22番目の数である。1つ前は120、次は180。(オンライン整数列大辞典の数列 A034287)
- 正三十角形の内角は168°である。
  - 正 n 角形において内角が度数法で整数になる13番目の角度である。1つ前は165°、次は170°。(オンライン整数列大辞典の数列 A110546)
- 位数2の射影平面の自己同型群は位数168の単純群である。この群は5次の交代群に次いで位数の小さい単純群である。
- 1/168 = 0.005952380… (下線部は循環節で長さは6)
  - 逆数が循環小数になる数で循環節が6になる29番目の数である。1つ前は156、次は175。
- π(1000) = 168 (ただしπ(x)は素数計数関数)
  - 1000までの素数は168個ある。1つ前の100までは25個、次の10000までは1229個。(オンライン整数列大辞典の数列 A006880)
  - 1000までの素数は168個ある。次の2000までは303個。(オンライン整数列大辞典の数列 A038812)
  - 1000までの素数は168個ある。1つ前の900までは154個、次の1100までは184個。(オンライン整数列大辞典の数列 A028505)
- 168 = 6 × 28
  - 2つの完全数の積で表せる数である。1つ前は6、次は2976。
  - 2つの連続する完全数の積で表せる数である。1つ前は6、次は13888。
  - 完全数28の倍数である。1つ前は140、次は196。(オンライン整数列大辞典の数列 A135628)
- 168 = 1 × 6 × 28
  - 連続完全数の積で表せる数である。1つ前は6、次は83328。
  - 3連続倍積完全数の積で表せる最小の数である。次は20160。
- 168 = 23 × 3 × 7
  - 3つの異なる素因数の積で p3 × q × r の形で表せる2番目の数である。1つ前は120、次は264。(オンライン整数列大辞典の数列 A189975)
- 168 = 3 × 4 × 14
  - n = 3 のときの n(n + 1)(n2 + n + 2) の値とみたとき1つ前は48、次は440。(オンライン整数列大辞典の数列 A247727)
- 各位の平方和が101になる最小の数である。次は186。(オンライン整数列大辞典の数列 A003132)
  - 各位の平方和が n になる最小の数である。1つ前の100は68、次の102は277。(オンライン整数列大辞典の数列 A055016)
- 各位の立方和が平方数になる20番目の数である。1つ前は162、次は186。(オンライン整数列大辞典の数列 A197039)
13 + 63 + 83 = 729 = 272
- 168 = 132 − 1
  - n = 2 のときの 13n − 1 の値とみたとき1つ前は12、次は2196。
  - n = 13 のときの n2 − 1 の値とみたとき1つ前は143、次は195。(オンライン整数列大辞典の数列 A005563)
- {\displaystyle 168={\frac {5\times 6\times 7\times 8}{1+2+3+4}}} この形の1つ前は20、次は2016。(オンライン整数列大辞典の数列 A110371)
- 168 = 22 + 82 + 102
  - 3つの平方数の和1通りで表せる59番目の数である。1つ前は163、次は169。(オンライン整数列大辞典の数列 A025321)
  - 異なる3つの平方数の和1通りで表せる52番目の数である。1つ前は164、次は169。(オンライン整数列大辞典の数列 A025339)
- 168 = 23 + 23 + 33 + 53
  - 4つの正の数の立方数の和で表せる37番目の数である。1つ前は163、次は180。(オンライン整数列大辞典の数列 A003327)
- n = 8 のときの 2n と n を並べてできる数である。1つ前は147、次は189。(オンライン整数列大辞典の数列 A235497)
- 168 = 7 × 8 × 9/3
  - n = 7 のときの n(n + 1)(n + 2)/3 の値とみたとき1つ前は112、次は240。(オンライン整数列大辞典の数列 A007290)
    - {\displaystyle 168=\sum _{k=1}^{7}k(k+1)}
- 168 = 172 − 121
  - n = 17 のときの n2 − 112 の値とみたとき1つ前は135、次は203。(オンライン整数列大辞典の数列 A132764)
- 168 = 21 × 23
  - n = 3 のときの 21 × 2n の値とみたとき1つ前は84、次は336。(オンライン整数列大辞典の数列 A175805)
- 約数の和が168になる数は6個ある。(60, 78, 92, 123, 143, 167) 約数の和6個で表せる最小の数である。次は252。
  - 約数の和が168より小さな数で6個ある数はない。1つ前は72 (5個)、次は240 (7個)。
- 連続してある数に対して約数の和を求めていった場合21個の数が168になる。168より小さい数で21個ある数はない。1つ前は120 (15個)、次は360 (25個)。いいかえると {\displaystyle \sigma ^{m}(n)=168~(m\geqq 1)} を満たす n が21個あるということである。(ただし σ は約数関数)(オンライン整数列大辞典の数列 A241954)
- 各位の和が15になる6番目の数である。1つ前は159、次は177。

## その他 168 に関連すること
- 西暦168年
- 紀元前168年
- 1週間は168時間（7日×24時間）。
- 年始から数えて168日目は6月17日、閏年は6月16日。
- 168 -one sixty eight-は、ロック歌手の葵のソロプロジェクト名。
- 伊号第百六十八潜水艦の別名、伊168。
- 第168代ローマ教皇はアナスタシウス4世（在位：1153年7月8日～1154年12月3日）である。
- 168丁目駅は、ニューヨーク市営地下鉄の駅。
- UFC 168
- Fi 168 (航空機)
- 第168回国会
- L 168-9は、きょしちょう座の恒星。
- ルイテン168-9 b